# Black Stone Cherry
I Black Stone Cherry (spesso abbreviati in BSC) sono un gruppo rock statunitense formatosi nel giugno del 2001 a Edmonton nel Kentucky (USA).

## Storia del gruppo

### Gli inizi (2001-2006)

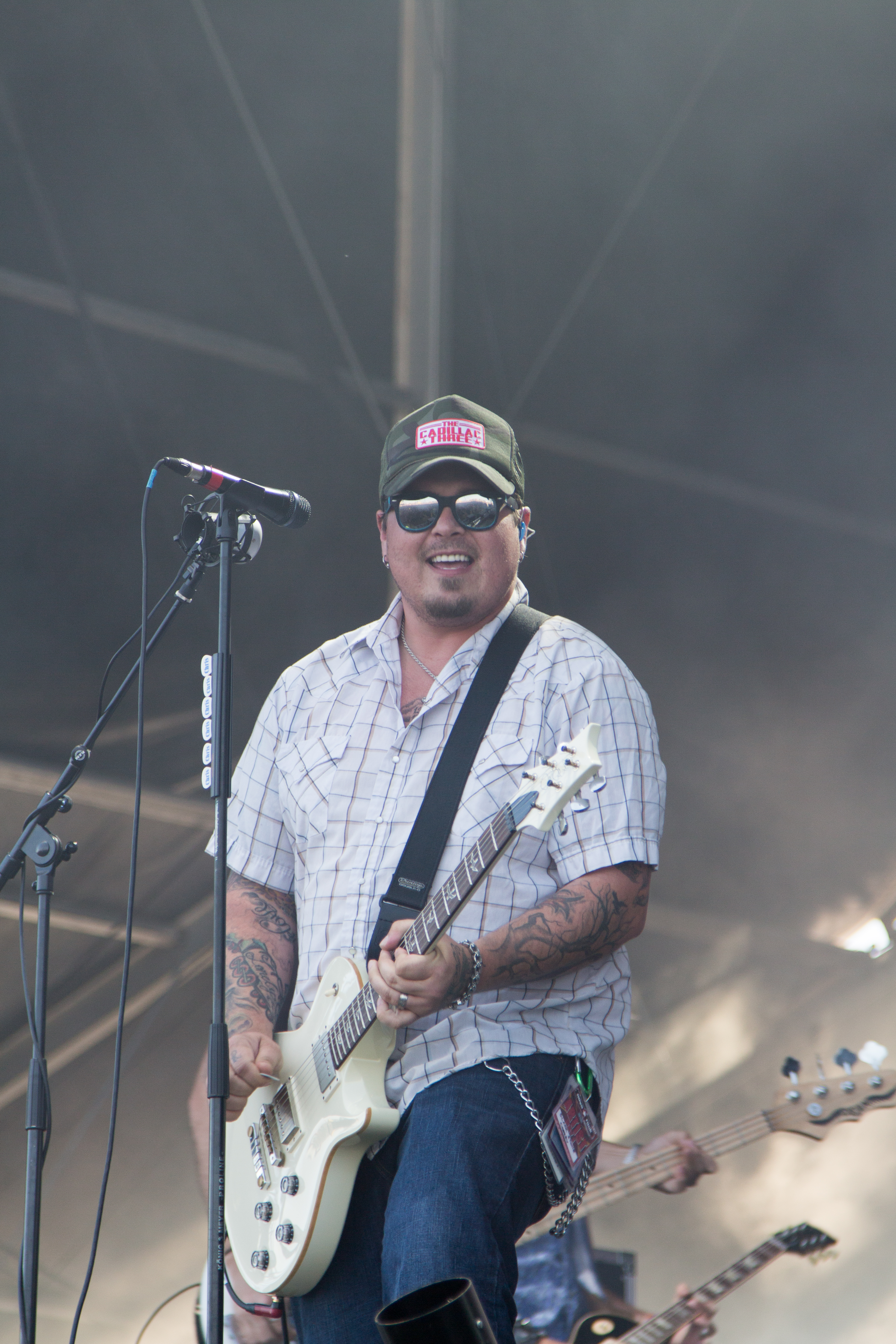
Chris Robertson in concerto nel 2014

Il gruppo è originario di una contea del Kentucky nella quale gli alcolici non hanno libera vendita (una "dry county"). Non era nemmeno una contea che dava molte opportunità di svago, per cui i futuri membri dei BSC focalizzarono il loro interesse per la musica, cosa normale per la zona: tutti i membri del gruppo hanno tradizioni musicali in famiglia. Il padre e lo zio di John Fred sono membri dei Kentucky Headhunters (vincitori di un Grammy); lo zio di Jon era un batterista jazz; il nonno di Chris costruiva chitarre e ne diede una anche a Chris, mentre il padre gli insegnò i primi accordi.
Chris e John Fred iniziarono a suonare insieme da ragazzini, e poco dopo si unirono Jon e Ben.
La band si formò ufficialmente il 4 giugno del 2001, iniziando a suonare nella sala prove che usavano gli stessi Kentucky Headhunters. Con l'espansione della loro popolarità decisero di registrare le loro canzoni. Al termine della registrazione fecero un concerto nella palestra della scuola dove li attendevano 1500 persone. Non appena l'album uscì il preside della scuola li invitò di nuovo a suonare per celebrare l'evento, dove furono accolti trionfalmente.

### Black Stone Cherry(2006–2008)

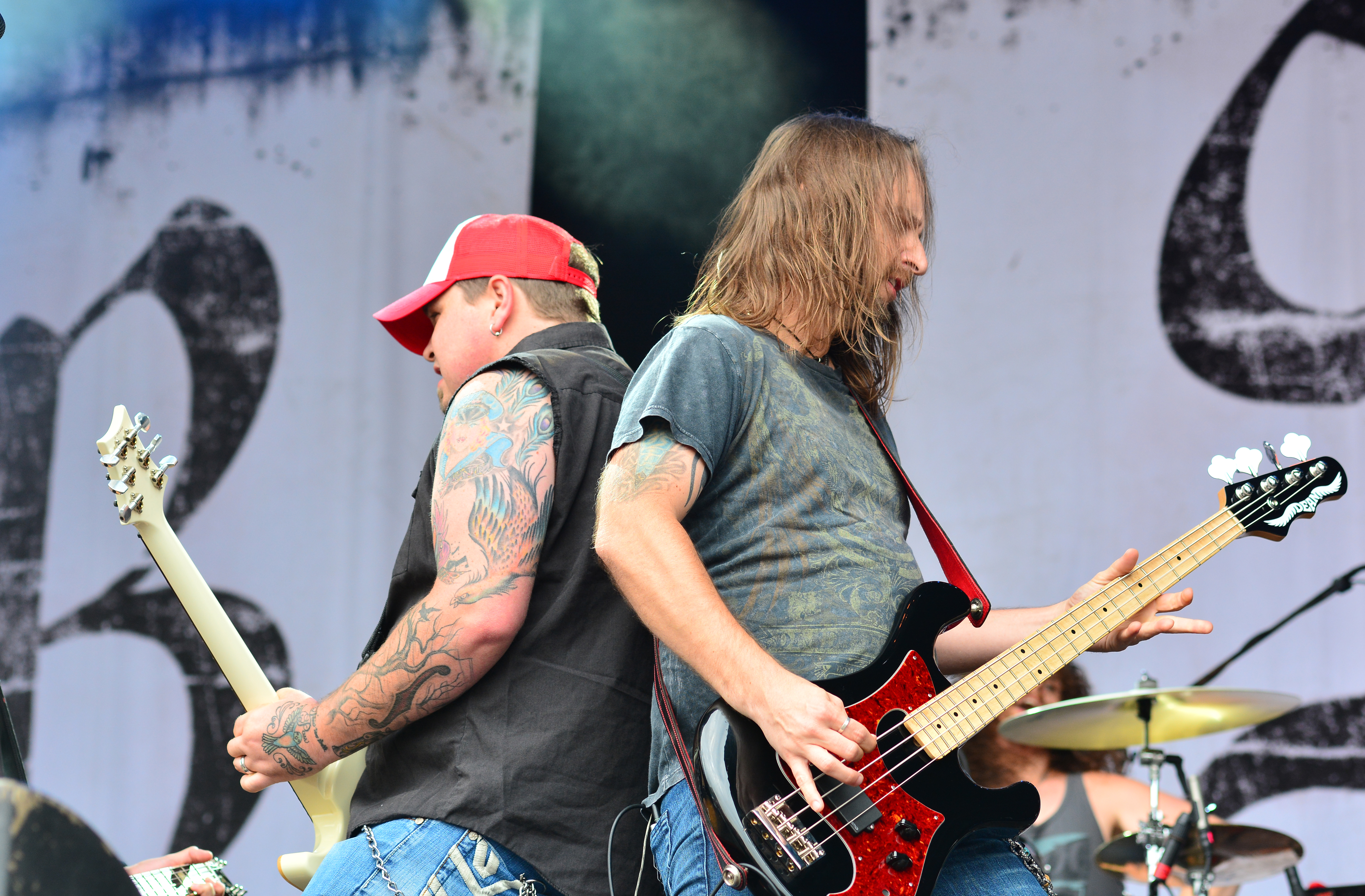
Chris Robertson e Jon Lawhon

L'album di debutto omonimo dei Black Stone Cherry esce il 18 giugno 2006, prodotto da David Barrick e Richard Young sotto l'etichetta Roadrunner Records. Ha un sound molto southern rock, peculiare della zona da cui provengono i giovani musicisti. Acquisisce una discreta popolarità con 110 000 copie vendute fino al 2008. Dall'album vengono estratti 3 singoli "Hell & High Water", "Rain Wizard" e "Lonely Train", l'ultimo di questi viene utilizzato come soundtrack per l'evento WWE The Great American Bash del 2006.
Hanno fatto anche da supporter agli Hinder in Europa prima di partire con il loro tour europeo iniziato a Sheffield, in Inghilterra. Fecero da spalla anche ai Buckcherry nel 2006.

### Folklore and Superstition(2008-2009)
Il 19 agosto 2008 i Black Stone Cherry pubblicano il loro secondo album Folklore and Superstition. Ben quattro singoli vengono estratti dall'album, ognuno accompagnato da un video musicale. L'album riceve delle buone critiche, mantiene il sound originale della band e aggiunge delle note un po' più pop e commerciali. Nel maggio 2009 il gruppo si unisce al tour dei Nickelback come opener durante il loro tour di Dark Horse.

### Between the Devil and the Deep Blue Sea(2010-2012)
I Black Stone Cherry hanno confermato attraverso la loro pagina ufficiale su Facebook di avere un nuovo album in cantiere e hanno continuato a postare immagini e video provenienti dallo studio di registrazione. Il titolo dell'album viene annunciato il 9 marzo Between the Devil & the Deep Blue Sea, la cui uscita è stata stabilita per il 31 maggio. Il primo singolo, White Trash Millionaire, è stato pubblicato alla fine di marzo.

### Magic Mountain(2013-2014)
L'8 ottobre 2013 annunciano, attraverso la propria pagina Facebook ufficiale, che verrà pubblicato il loro quarto album in studio nella primavera 2014, a seguito di un mini-tour nel Regno Unito.
Il 5 febbraio 2014, viene annunciato il titolo del nuovo album: Magic Mountain. Nello stesso giorno, il gruppo svela anche che il primo singolo ad essere estratto dall'album è "Me and Mary Jane", e la data di pubblicazione dell'album, prevista per il 6 maggio 2014. Il 12 febbraio 2014 viene pubblicata un'anteprima del singolo Me and Mary Jane sul canale YouTube del gruppo, seguita dal video integrale pubblicato il 25 febbraio 2014.

### Kentucky(2015-2017)

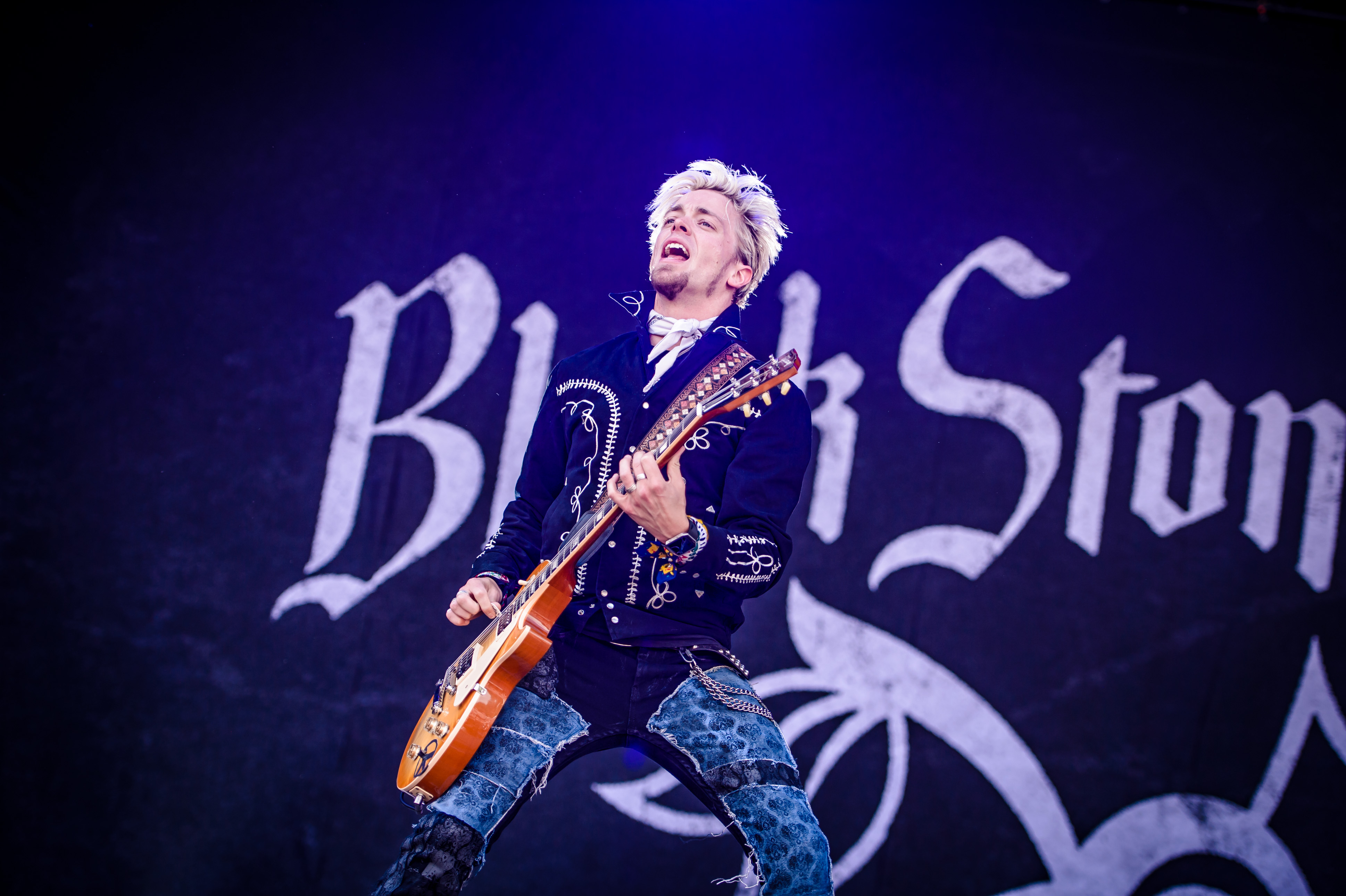
Il chitarrista Ben Wells

Il 7 ottobre 2015, venne annunciata la firma di un contratto con la Mascot Label Group; pochi giorni dopo, il gruppo entrò in studio per registrare un quinto album in studio, la cui pubblicazione era prevista per il 2016. L'album venne registrato a Glasgow, Kentucky.
Il 30 ottobre il gruppo pubblicò il DVD live Thank You: Livin' Live (Birmingham, UK October 30, 2014), contenente il concerto registrato a Bimingham nell'ottobre 2014 durante il tour a supporto di Magic Mountain.
Il 9 dicembre vennero pubblicati dei brevi video che mostravano il gruppo nello studio di registrazione e, inoltre, annunciavano la pubblicazione dell'album, intitolato Kentucky, per la primavera 2016. Il 18 dicembre venne rivelate la copertina dell'album e venne pubblicato il primo singolo estratto, intitolato The Way of the Future.
Kentucky è stato pubblicato il 1º aprile 2016.
Il 29 settembre 2017 verrà pubblicato l'EP Back to Blues, composto da cover di brani blues degli anni sessanta.

### Family Tree(2018-2019)
Il 20 aprile 2018 è stato pubblicato l'album Family Tree, anticipato a febbraio dai singoli Burnin' e Bad Habit.

### The Human Conditione il cambio di formazione (2020-presente)
Il 30 ottobre 2020 è stato pubblicato l'album The Human Condition.
Nel 2021 il bassista Jon Lawhon lascia la band per motivi personali, e viene sostituito da Steve Jewell.

## Stile musicale

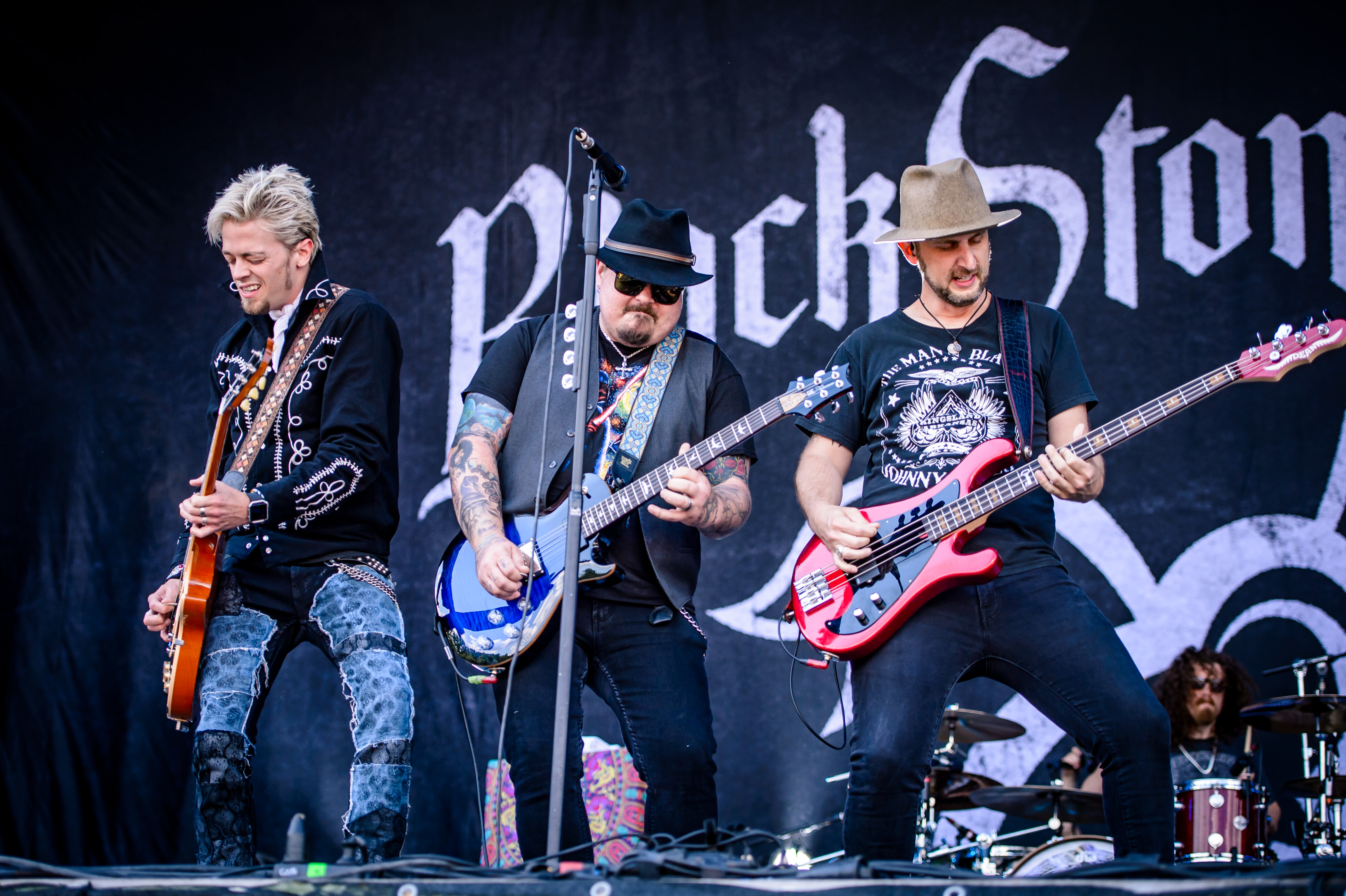
La band in concerto nel 2019

John Fred spiegò che "Quando vivi in un'area dove non c'è competizione nel suonare lo stesso tipo di musica, tu puoi creare il tuo stile personale". È per questo che il loro stile è molto vario.
La musica dei Black Stone Cherry è spesso paragonata a quella dei Lynyrd Skynyrd e dei Black Crowes, con influenze dei Led Zeppelin. Alcune canzoni dal sound più heavy ricordano i Soundgarden e gli AC/DC, ma anche i Metallica degli anni '90, con riff di chitarra simili a quelli dei Guns N' Roses ed in altre canzoni ai ZZ Top. Benché le loro influenze si facciano sentire sono riusciti comunque a sviluppare un loro personalissimo stile, molto potente e diretto.
La canzone "Lonely Train" tratta di quello che succede ad una famiglia quando un componente va in guerra. "Rain Wizard", invece, narra di un misterioso saggio che secondo una leggenda locale aveva fatto piovere in un periodo di siccità.

## Formazione

### Attuale
- Chris Robertson – voce, chitarra (2001-presente)
- Ben Wells – chitarra (2001-presente)
- Steve Jewell – basso (2021-presente)
- John Fred Young – batteria (2001-presente)

### Ex membri
- Jon Lawhon – basso (2001-2021)

## Discografia
- 2006 – Black Stone Cherry
- 2008 – Folklore and Superstition
- 2011 – Between the Devil & the Deep Blue Sea
- 2014 – Magic Mountain
- 2016 – Kentucky
- 2018 – Family Tree
- 2020 – The Human Condition
- 2023 - Screamin' At The Sky